# Prinz-Albrecht-Palais

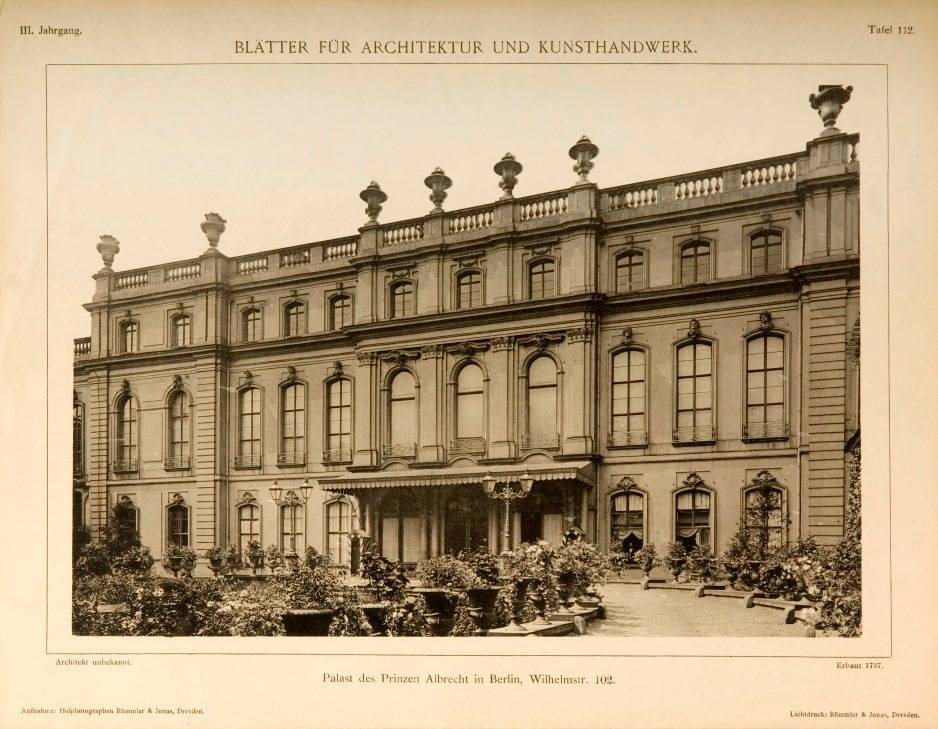
Prinz-Albrecht-Palais, fotografi från 1890.

Prinz-Albrecht-Palais var ett palats i stadsdelen Friedrichstadt i Berlin. Palatset låg i nordvästra delen av den nuvarande stadsdelen Kreuzberg på Wilhelmstrasse 102 i höjd med korsningen med Kochstrasse, och var uppkallat efter prins Albrekt av Preussen. 
Under Nazityskland användes byggnaden som säte för Reinhard Heydrich i sin roll som chef för Sicherheitsdienst des Reichsführers SS och chef för Gestapo. Palatset förstördes i ett bombanfall i november 1944 och ruinen sprängdes 1949 efter beslut av Berlins senat.

## Historia

### Användning som privatpalats
Baron François Mathieu Vernezobre de Laurieux, en hugenottisk sidenköpman och bankir som invandrat till Preussen och adlats 1721 av kung Fredrik Vilhelm I, lät uppföra palatset i Berlins västra utkanter mellan 1737 och 1739. Förutom palatset ägde Vernezobre även lantegendomar i Barnim, Uckermark och Niederlausitz. När kungen befallde baronen att gifta bort sin dotter mot hennes vilja med Friedrich Wilhelm Quirin von Forcade, kunde Vernezobre endast avböja giftermålet genom att istället erbjuda sig att uppföra ett ståndsmässigt palats vid Wilhelmstrasse, som vid denna tid låg i stadens utkant men planerats som en blivande exklusiv bostadsgata. Efter Vernezobres död 1748 ärvdes palatset gemensamt av hans barn.
Huvudbyggnaden var uppförd i tre våningar och hade en innergård som var öppen mot gatan och två ekonomiflygelbyggnader på ömse sidor om huvudbyggnaden. Ursprungligen låg byggnaden i stadens utkant, nära Berlins tullmur, och parken bakom huset sträckte sig ända till dagens Stresemannstrasse. 
Palatset hyrdes från 1753 ut för att inhysa Förenade Nederländernas diplomatiska sändebud, Dietrich Hubert von Verelst, men såldes 1760 till bankiren Carl Friedrich Werstler. År 1763 hyrdes palatset av kung Fredrik II av Preussen, som använde det till att inkvartera det osmanska diplomatiska sändebudet Ahmed İbrahim Resmî med följe. Därefter såldes det 1769 på auktion till ministern och friherren Ludwig Philipp vom Hagen.
Efter att Ludwig Philipp vom Hagen avlidit ärvdes palatset av hans bror, domherren och ämbetsmannen Wilhelm Adolf vom Hagen (1721–1787). Denne sålde palatset till furstabbedissan av Quedlinburg, prinsessan Anna Amalia av Preussen, som var Fredrik II:s yngsta syster. Hon använde palatset som sitt sommarresidens i Berlin. Efter att furstabbedissan avlidit 1787 ärvdes palatset av prins Fredrik Ludvig Karl av Preussen, kung Fredrik Vilhelm II:s andre son. Prinsen överlät palatset på sin släkting markgreve Alexander av Brandenburg-Ansbach 1791, och efter detta kom palatset att benämnas Anspach'sches Palais. År 1802 tjänade byggnaden som karantänstation för den i samtiden spektakulära vaccinationen mot smittkoppor av kronprinsen, den blivande Fredrik Vilhelm III. 
Efter att markgreve Alexander avlidit 1806 var ägarförhållandena oklara, då det var okänt om palatset faktiskt överlåtits med äganderätt eller bara disponerats av markgreven. Huset Hohenzollerns kungliga gren kom dock att behålla palatset, men tvingades under den franska ockupationen under Napoleonkrigen att ställa palatset till den franska arméns förfogande. Här inkvarterades istället Berlinkontoret för den franska fältposten. Från 1808 inrymdes en konstnärsateljé och en musikskola i palatset.

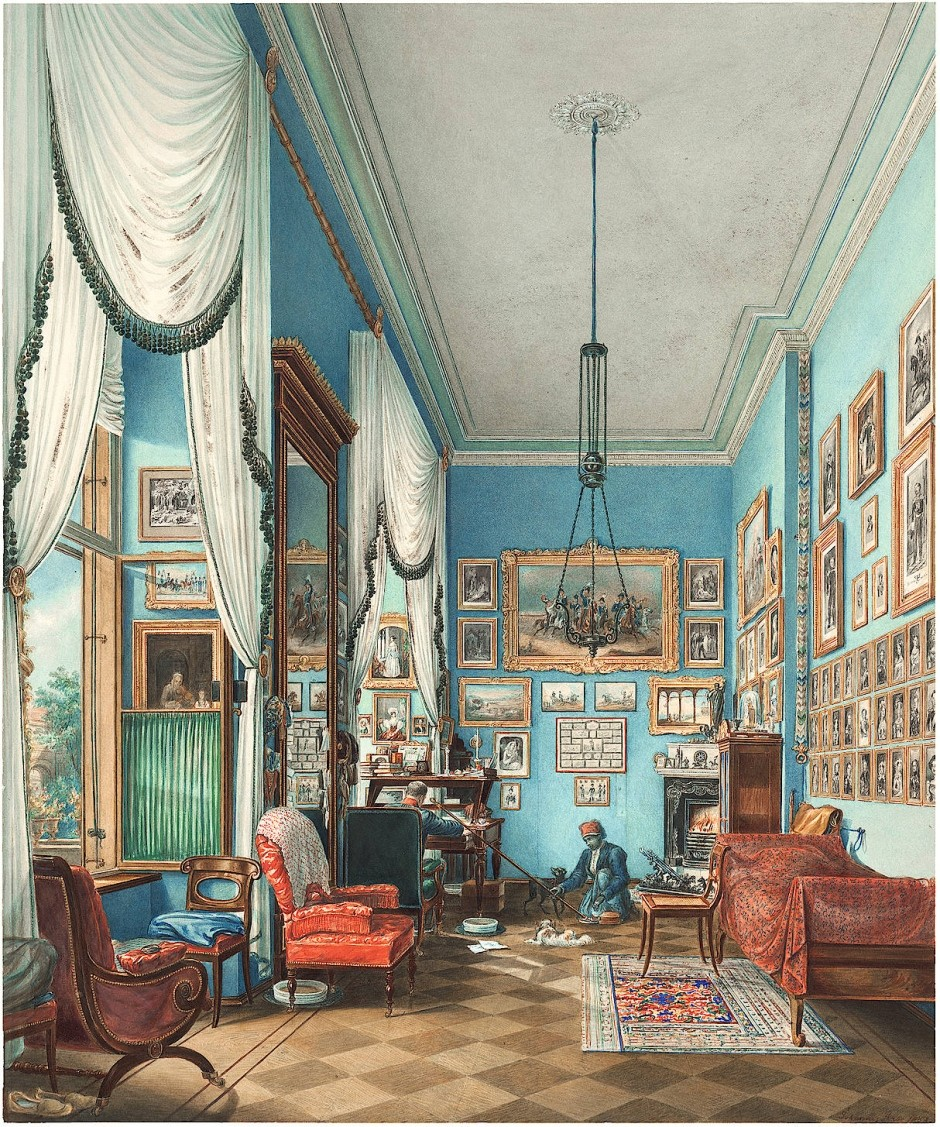
Prins Albrekt av Preussen i sitt arbetsrum, med kammartjänaren August Sabac el Cher. Akvarell av Johannes Rabe, 1853.

Drottning Louises pedagogiska utbildningsstiftelse inrymdes från 1811 i palatset, fram till dess att palatset köptes 1830 av prins Albrekt av Preussen. Prins Albrekt lät bygga om och renovera palatset under ledning av arkitekten Karl Friedrich Schinkel. Från 1860 till 1862 genomfördes en ytterligare ombyggnad under ledning av Adolf Lohse. Prins Albrekts son, Fredrik Vilhelm Nikolaus Albrekt av Preussen (1837–1906), använde också palatset som privatbostad. 
Slottet förblev ett privatpalats i huset Hohenzollerns ägo även efter tyska novemberrevolutionen 1918.

### Parken omvandlas till stadsbebyggelse

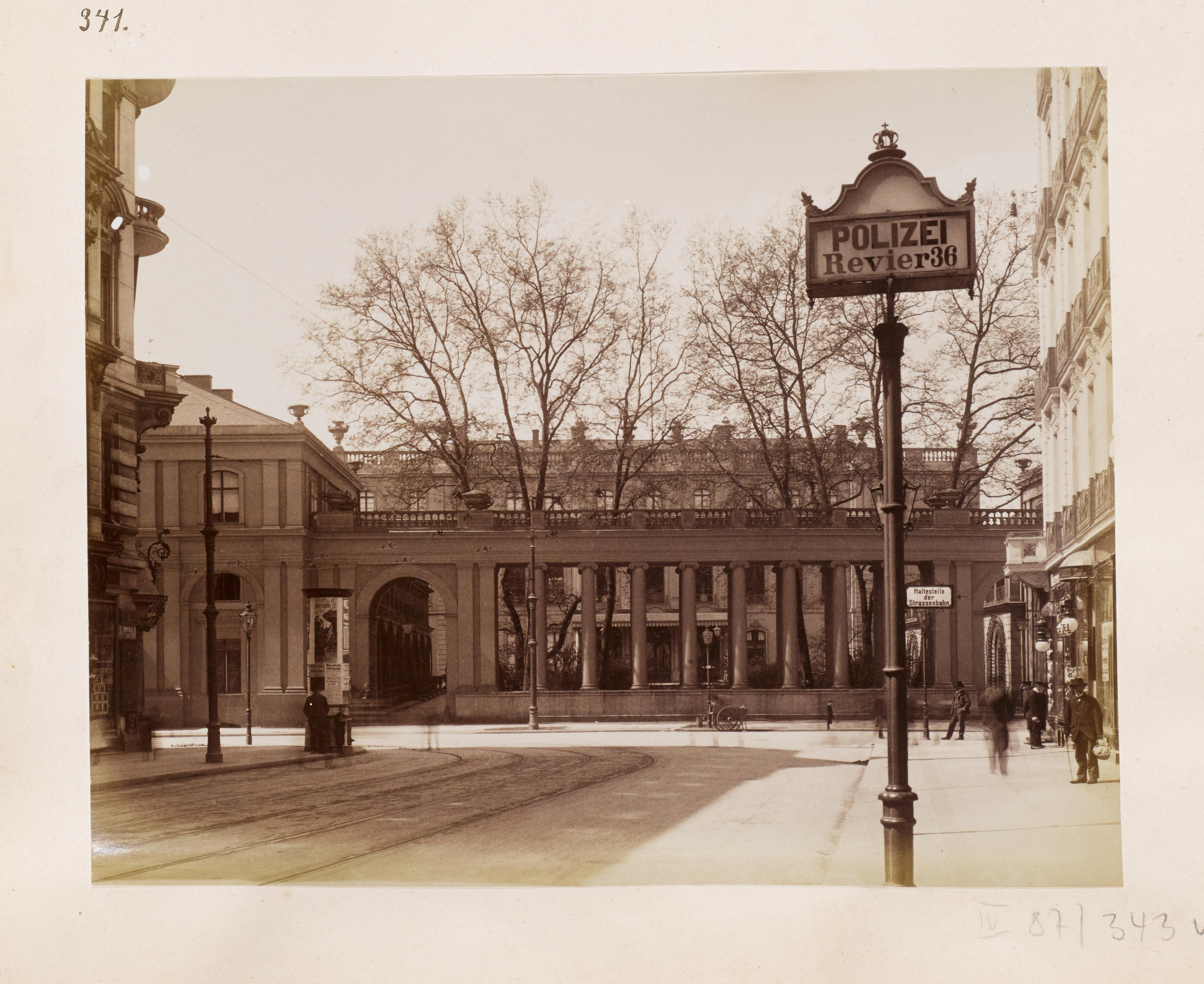
Vy från Kochstrasse mot Prinz-Albrecht-Palais omkring 1885.

På 1870-talet hade Berlins bebyggelse börjat sprida sig långt utanför den historiska innerstaden, som palatset ditintills legat i utkanten av. Vid denna tid anlades Prinz-Albrecht-Strasse, idag Niederkirchnerstrasse, som en enskild väg längs norra utkanten av palatsets långsträckta park. Delar av parken styckades också av till tomter längs Leipziger Strasse. Byggnaderna längs Prinz-Albrecht-Strasses södra sida, Museum für Völkerkunde, Kunstgewerbeschule och Kunstgewerbemuseum i Martin-Gropius-Bau, uppfördes huvudsakligen på mark som tidigare tillhört palatsets park. I parkens västra utkant, där Berlins tullmur tidigare gått, uppfördes under 1920-talet Europahaus och Deutschlandhaus. 

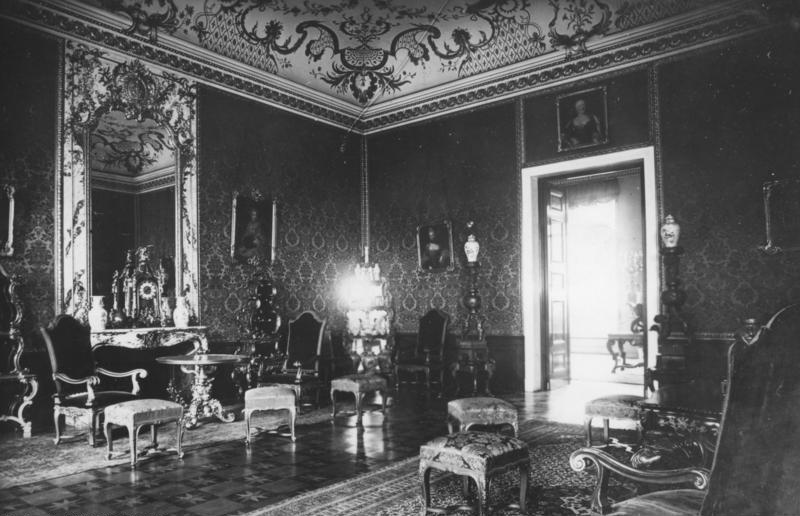
Statssalongen i palatset, fotografi från 1928.

Från 1928 till 1931 hyrdes palatset av den tyska regeringen som gästbostad. Bland annat bodde här kung Amanullah Khan av Afghanistan (1928) och kung Fuad I av Egypten (1929).

### Under Nazityskland
År 1934 flyttade SD-Hauptamt, de översta ledningsfunktionerna för Sicherheitsdienst des Reichsführers SS under Reinhard Heydrich, in i lokalerna. Därmed blev palatset samtidigt säte för Heydrichs roll som chef för Gestapo. De angränsande byggnaderna på Wilhelmstrasse 101 och 103–106 inkorporerades i ett större förvaltningskomplex för SS. 
Palatset behöll denna funktion fram till det allierade bombanfallet natten mellan 22 och 23 november 1944, då palatset skadades svårt och av myndigheterna klassades som totalskadat. Efter den allierade ockupationen 1945 lät militäradministrationen konfiskera hela huset Hohenzollerns privategendom, så att palatsruinen övergick i staden Berlins ägo.

### Platsen efter andra världskriget
Berlins senat lät 1949 spränga ruinresterna av palatset, utan att ta hänsyn till eventuella kulturhistoriska värden. Tomten röjdes 1955 och arrenderades senare av ägaren till en autodrom. Den dåvarande huvudmannen för huset Hohenzollern, prins Louis Ferdinand av Preussen, avstod 1961 formellt från alla anspråk på tomten för släktens räkning. Tomten låg under Berlins delning omedelbart söder om Berlinmuren, på Västberlinsidan i den amerikanska ockupationssektorn.
Sedan 1987 finns på den tidigare platsen för Prinz-Albrecht-Palais och Kunstgewerbeschule en minnesplats över de brott mot mänskligheten som genomfördes här under den nazityska epoken, Topographie des Terrors. Verksamheten bedrivs av en stiftelse med samma namn sedan 1992. Här öppnade 2010 även ett dokumentationscentrum över Reichssicherheitshauptamts och Gestapos historia.